# Мамія III Дадіані
Мамія III Дадіані (груз. მამია III დადიანი; д/н — 31 січня 1533) — еріставі Одіши (Мегрелії) у 1512—1533 роках.

## Життєпис
Син еріставі Ліпарита II. 1503 року отримав від імеретинського царя Олександра II еріставство Сванетія, ймовірно за участь у  військових кампаніях проти осетинських князівств та царства Картлі. після смерті батька Ліпарита II 1512 року спадкував владу в Одіши.
Про більшість панування Мамії III обмаль відомостей. Втім найпевніше був вірним васалом (радше союзником) імеретинського царя Баграта III. Насамперед проти Омманської імперії, що становила дедалі більшу загрозу.
1533 року разом з Мамією I, мтаварі Гурії, рушив проти джигетів в Абхазії, що визнали зверхність османів й тепер здійснювали постійні напади на Мегрелію. Війська з моря висадилися в Джигетії, де в запеклій битв іне змогли здолати супротивника. Серед азнаурі поширилася зневіра, чим скористався Цандія Іналіпа, вождь абхазів, що перетягнув на свій бік частину мегрелів. У наступній битві військо Дадіані зазнало поразки, а його самого вбито.
Усі землі в результаті спадкував син Леван I.

## Родина
1. Дружина — Єлизавета.
Діти:
- Леван (д/н—1546), мтаварі Мегрелії

2. Дружина — Олена, ймовірно донька Олександра II, царя Імереті
Діти:
- Батулі (д/н—1580), таваді Саджавахо
- Георгій, таваді Саліпартіано. Засновник роду Ліпартіані.